# Microglossia
A microglossia é uma alteração incomum do desenvolvimento, de causa desconhecida, caracterizada por língua anormalmente pequena. Em casos raros, a língua pode estar ausente (aglossia). A microglossia isolada pode ocorrer e um pequeno grau de microglossia pode ser difícil de diagnosticar e não ser notado.
No entanto, grande parte dos casos relatados são relacionados a um grupo de condições associadas conhecidas como síndromes de hipogênese dos membros oromandibulares. Tais síndromes são caracteristicamente associadas a alterações dos membros, tais como hipodactilia (ausência de dedos) e hipomelia (hipoplasia de parte ou de todo o membro). Outros pacientes apresentam anomalias simultâneas, tais como fenda palatina, bandas intra-orais e transposição das vísceras. Em muitos casos a microglossia está associada com a hipoplasia da mandíbula e os incisivos inferiores podem estar ausentes.

## Tratamento
O tratamento do paciente com microglossia depende da natureza e da gravidade da condição. A cirurgia e a ortodontia podem melhorar a função oral. Surpreendentemente, muitas vezes o desenvolvimento da fala é bom, porém depende do tamanho da língua.